# Nintendo DSi
Nintendo DSI este o consolă de jocuri portabilă cu două ecrane cel de jos find touch screen. Nintendo DSi a fost dezvoltată și vândută de compania Nintendo. Acesta Consola a fost lanasanta pe data de 1 noiembrie 2008 în Japonia, și în restul lumi în aprilie 2009. Rivala acestei console a fost, Sony PSP. Consola Nintendo DSi face parte din familia "Nintendo DS" In acesta familea au fost cumparate 154.6m console "DS" , "DS Lite" Si "DSi".
Nintendo DSi XL
Consola Nintnedo DSi XL a fost produsa și candida de compia de jocuri video Nintendo. Ea fost lansată pe data de 21 Noiembrie 2009 în Japonia și în restul luminii în Martie 2010. Nintnedo DSi XL are un display mai mare decât Nintnedo DSi.
Nintendo DSi Si Lite diffrente 

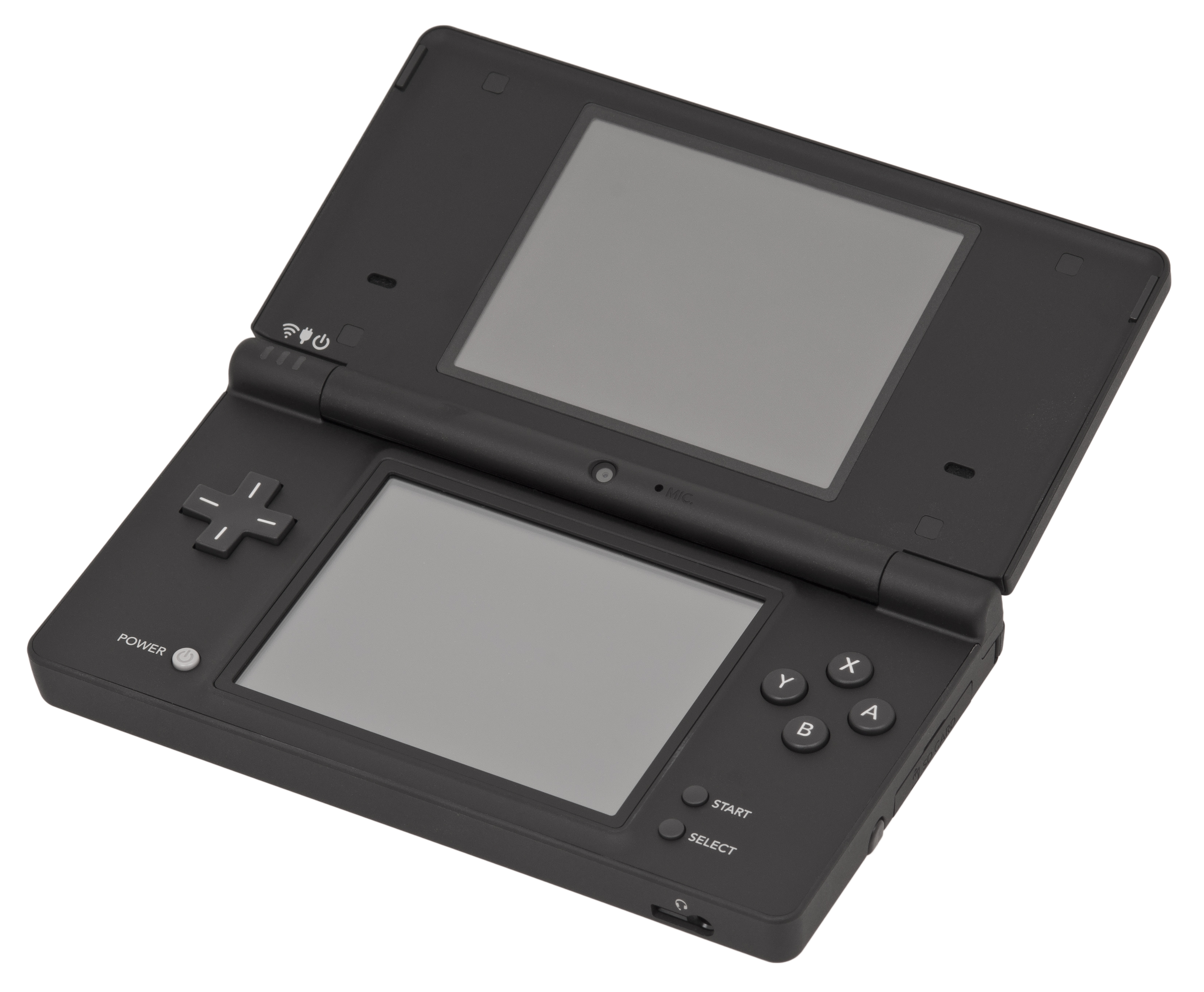
Nintendo DSi Normal Lansat in 2008

Nintendo DSi și DSi XL avut multe diferențe de predecesorul lor Nintnedo DS Lite, cea mai mare și cea mai cunoscută fiind cele două camere de 0,3 Megapixeli, camera a fost folosită în multe joucri cel mai cunoscut fiind "Warioware Snapped!". 
Nintnedo DSi și DSI XL au avut și un microfon fiind folosit în multe jucării populare. Nintendo DSi și DSi XL 
au avut și un slot SD unde puteai să pui carduri SD.
Meniul DSi
Meniul DSi a fost un meniu unde jocuri tale instalată de pe DSIshop și aplicațiile de sistem apărau. Meniul putea fiind customizat din aplica de setări sau "System Settings". Există și o aplică de Camera "Nintnedo DSi Camera" unde puteai să pui poze care erau stocate pe memeorie interna a unui DSi sau pe Un card SD

## DSi Store
Nintendo DSi Store a avut multe jocuri si alte pentru DSi care putea sa fie cumpărate cu Nintendo Points servicul avea jocuri "DsiWare"
Pe 31 martie 2017 Nintendo DSi Shop a fost inchis de Nintendo. Majoritatea jucurilor DsiWare au fost puse pe Nintendo 3DS eShop